# 埃爾德山
埃爾德山是南極洲的冰川，位於南設得蘭群島的象島，處於因杜倫斯冰川和彭德拉根山之間，海拔高度940米，現時由南極條約體系管理。
61°13′S 55°12′W / 61.217°S 55.200°W